# Mount Limburg Stirum
Mount Limburg Stirum är ett berg i Antarktis. Det ligger i Östantarktis. Norge gör anspråk på området. Toppen på Mount Limburg Stirum är 2 350 meter över havet.
Terrängen runt Mount Limburg Stirum är varierad. Trakten är obefolkad. Det finns inga samhällen i närheten.